# 拉特尔圣康坦
拉特尔圣康坦（法語：Lattre-Saint-Quentin，法語發音：[latʁ sɛ̃ kɑ̃tɛ̃]）是法国上法蘭西大區加来海峡省的一个市镇，属于阿拉斯区。

## 地理
拉特尔圣康坦（50°17'18"N, 2°34'50"E）面积7.63 平方千米，位于法国上法蘭西大區加来海峡省，该省份为法国北部沿海省份，西北濒北海，南至索姆省，东临北部省。
与拉特尔圣康坦接壤的市镇（或旧市镇、城区）包括：蒂卢瓦莱埃尔马维尔、欧特维尔、阿巴尔、埃尔马维尔、伊泽勒莱阿莫、诺耶莱特、努瓦耶勒维永、旺克坦。

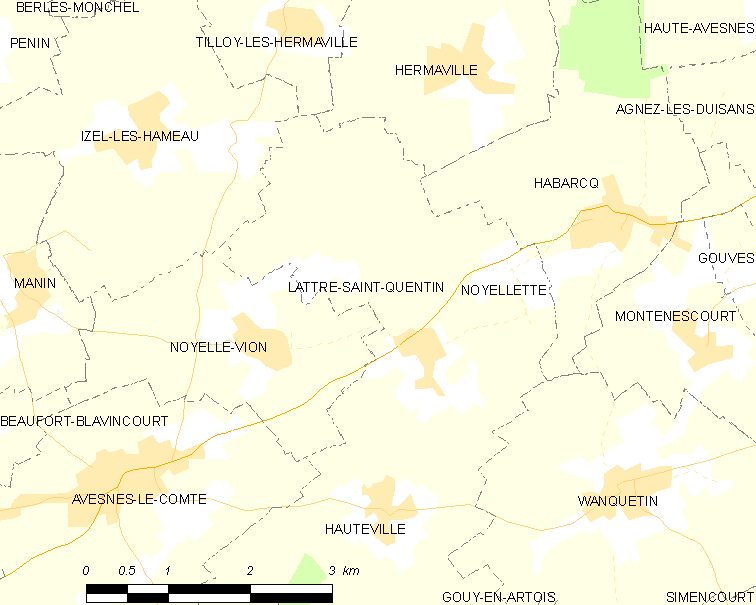
拉特尔圣康坦的OSM定位图

拉特尔圣康坦的时区为UTC+01:00、UTC+02:00（夏令时）。

## 行政
拉特尔圣康坦的邮政编码为62810，INSEE市镇编码为62490。

## 政治
拉特尔圣康坦所属的省级选区为阿韦讷勒孔特县。

## 人口

1962-2008年间拉特尔圣康坦人口变化图示

拉特尔圣康坦于2022年1月1日时的人口数量为318人。